# LNER A3 4472 Flying Scotsman
LNER A3 nr 4472 Flying Scotsman (pierwotnie nr 1472) – lokomotywa parowa klasy A3 (pierwotnie A1) o układzie osi 2’C1 wyprodukowana w 1923 roku w zakładach Doncaster Works dla London and North Eastern Railway (LNER). Zaprojektowany przez Nigela Gresleya parowóz przeznaczono do obsługi dalekobieżnego połączenia ekspresowego z Londynu do Edynburga (pociąg Flying Scotsman).
Do lokomotywy należą dwa rekordy dla trakcji parowej – 30 listopada 1934 roku jako pierwsza oficjalnie osiągnęła prędkość 100 mph (160,9 km/h), a 8 sierpnia 1989 podczas wizyty w Australii przejechała 679 km bez zatrzymania.
Flying Scotsman został wycofany z regularnej służby w 1963 roku po pokonaniu 3 341 000 km. Wtedy też trafił w ręce prywatne. Właścicielami byli kolejno Alan Pegler, Sir William McAlpine i Tony Marchington, aż w końcu w 2004 roku zakupiło go National Railway Museum (NRM). Po wycofaniu ze służby liniowej wykorzystywana była głównie do prowadzenia pociągów specjalnych dla miłośników kolei. Od 1969 do 1973 roku odbywała tournée po Stanach Zjednoczonych i Kanadzie, a pod koniec lat 80. XX wieku wypożyczona była do Australii. W 2006 roku podjęto się generalnego remontu parowozu, który trwał do stycznia 2016 roku i kosztował 4,2 mln funtów. 25 lutego 2016 pociąg prowadzony lokomotywą Latający Szkot odbył swój pierwszy po renowacji kurs z londyńskiej King’s Cross Station do York.